# Morone mississippiensis
Morone mississippiensis — риба родини Моронових, відома під назвою англ. Yellow bass, Окунь жовтий. Сягає 46 см довжини. Промислова риба.
Ареал охоплює басейн західної Атлантики, прісні та солонуваті води Північної Америки: озеро Мічиган і басейн Міссісіпі від Вісконсину і Мінесоти до Мексиканської затоки в США. також прісні води Техасу. Живе у нижньому басейні Мобілської затоки в Алабамі від Перл-Рівер в Луїзіані до басейну Галвстон Бей в Техасі.